# Boręty Pierwsze
Boręty Pierwsze is een plaats in het Poolse district  Malborski, woiwodschap Pommeren. De plaats maakt deel uit van de gemeente Lichnowy en telt 180 inwoners.